# Bissardon (quartier)
Pour les articles homonymes, voir Bissardon.
Bissardon ou encore Clos Bissardon, est un quartier de la ville de Caluire-et-Cuire limitrophe des quartiers de Montessuy, Saint-Clair et Cuire-le-Haut, ainsi que de la ville de Lyon.

## Histoire

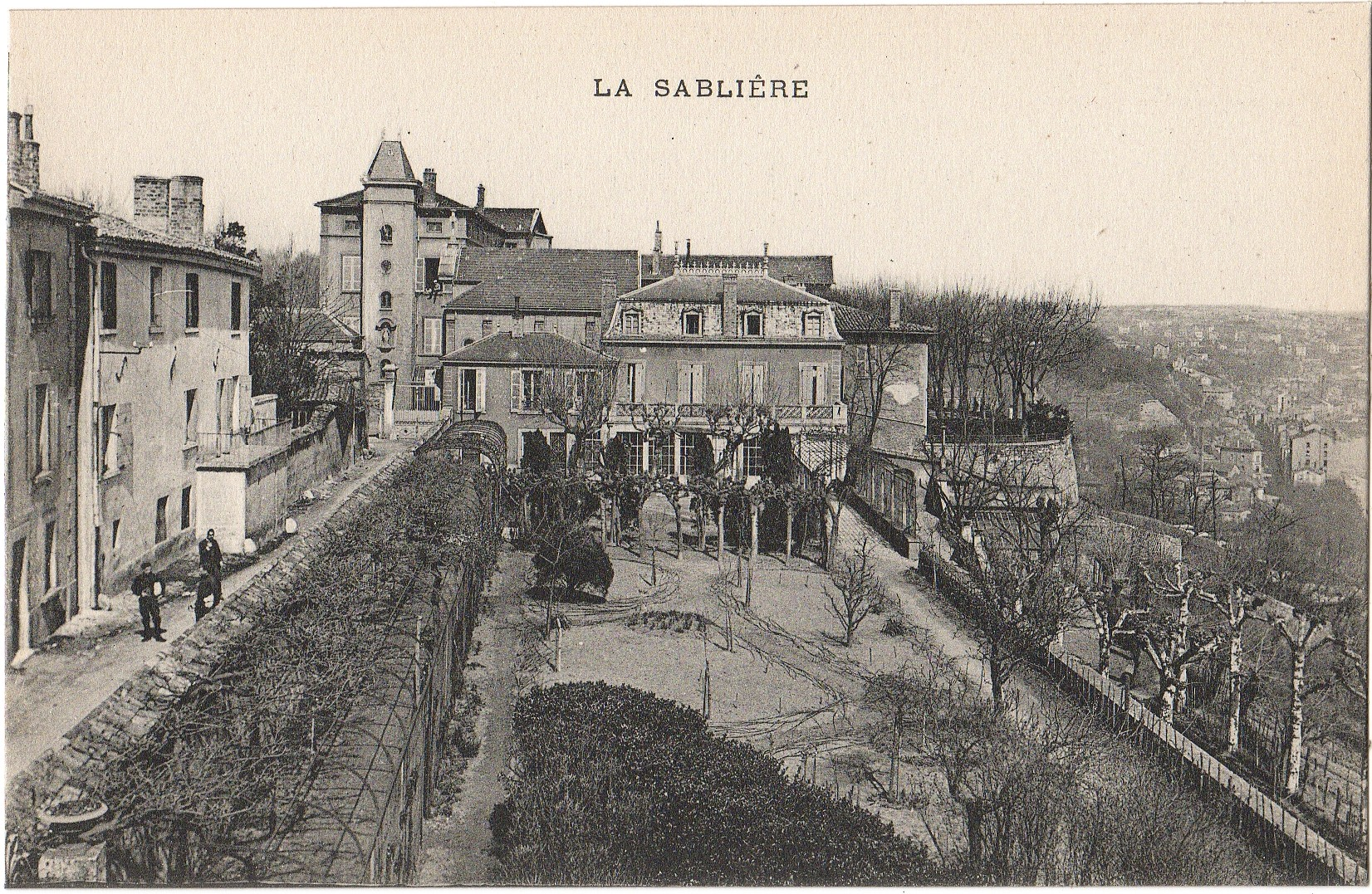
La Sablière dans le quartier Bissardon, où vécut Didier Petit de Meurville de 1808 à 1847.

À la fin du XVIIIe siècle, le quartier de Margnolles était une entité à part entière de Cuire (détaché de la Croix-Rousse pour être adjoint à Caluire, en 1797). Ce quartier était divisé en deux entités distinctes : Margnolles-en-Bresse (au Nord) et Margnolles-en-Franc-Lyonnais correspondant à l'actuel Clos Bissardon. Le quartier de Margnolles est aujourd'hui inclus dans Cuire-le-Haut.
Le quartier tire sa toponymie du patronyme de Jean-Pierre Bissardon (1764-1816), membre du Conseil d'Administration des Hospices et député du Rhône en 1815, propriétaire du Clos Bissardon qui était alors une importante exploitation maraîchère.
En 1850, les héritiers de Jean-Pierre Bissardon vendent la quasi-totalité de leur propriété qui est alors morcelée. Les premiers immeubles font leur apparition sur la rue de Verdun. Cette même année, on rallonge l'impasse de la Sablière dans l'ancienne propriété Bissardon, celle-ci est baptisée dès 1850 "rue de l'orangerie" en référence à l'orangerie de la Sablière qui fait aujourd'hui office de galerie.
Dès 1850, les Canuts s'installent dans le quartier et modifient ainsi l'urbanisme : aujourd'hui encore sont visibles de nombreux « immeubles canuts ».
Didier Petit de Meurville (1793-1873) vécut dans le quartier Bissardon, de 1808 à 1847. Il y fait construire la maison de la Sablière dans les années 1830 et réaménage les jardins de la propriété en plantant de nombreux arbres (mûriers, platanes, glycines ...) et en faisant construire quelques tonnelles ainsi que des allées. En tant que chef légitimiste de la région lyonnaise, celui-ci accueille dans sa propriété une partie de la cour exilée de Don Carlos de Bourbon, Lacordaire, le duc de Montmorency-Laval et tout ce qui compte de personnalités politiques et intellectuelles légitimistes.
À noter enfin, que Jules Micol (1822-1900) peintre, photographe et dessinateur sur tissus, avait son atelier au 14 rue de l'orangerie. Au milieu du XIXe siècle, celui-ci fit une série de photographies de la Sablière, de Lyon, du parc de la Tête d'Or naissant, des paysages français, portraits photographiques ainsi que de nombreuses peintures de fleurs, paysages, portraits.

## Géographie

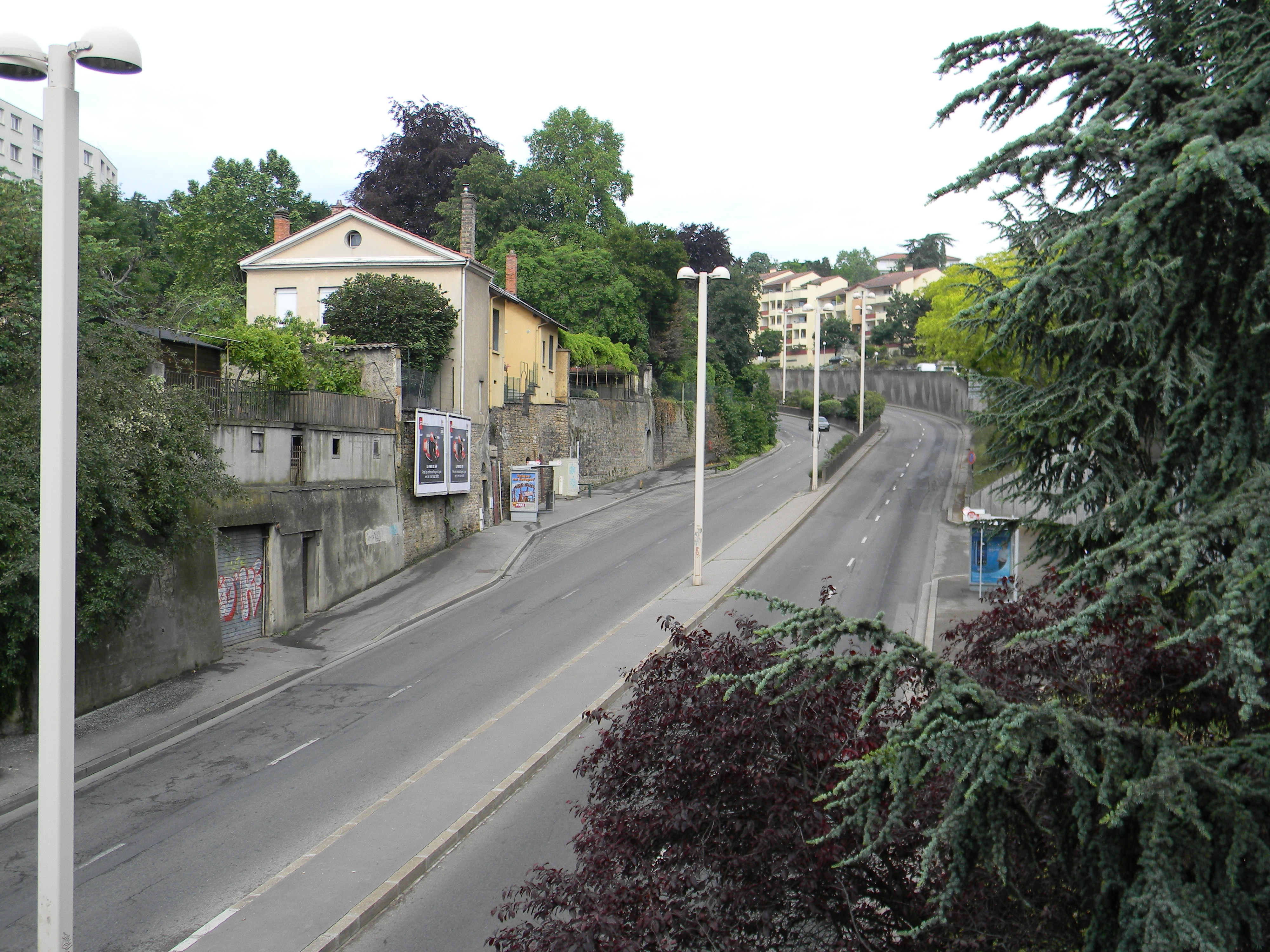
La montée de la Boucle, vue depuis Bissardon.

Bissardon, comme les deux quartiers de Cuire, Cuire-le-Haut et Cuire-le-Bas, se trouve dans le prolongement  du plateau du 4e arrondissement de Lyon dont les frontières naturelles sont le Rhône (au sud-est) et la Saône (au nord-ouest). À Lyon, ce plateau débute au niveau du boulevard de la Croix-Rousse.
Le quartier de Bissardon, plutôt au sud de Caluire-et-Cuire, n'est pas directement bordé par le Rhône ; en effet, en bordure immédiate du Rhône, se trouve le quartier, partagé avec la ville de Lyon, de Saint-Clair. Des escaliers (la montée des Lilas) depuis le Bissardon  relient d'ailleurs le quartier éponyme à celui de Saint-Clair.
À l'ouest, la frontière entre le 4e arrondissement de Lyon et Bissardon est assurée par la montée de la Boucle ; une passerelle de la rue (lyonnaise) de la fontaine relie d'ailleurs les deux quartiers en traversant la montée de la Boucle : l'extrémité caluirarde de la passerelle se situe à l'intersection entre la rue Royat, la montée du Belvédère et la rue de Bissardon, à proximité du square Niel. Depuis ce square, une piste cyclable débouchant sur une structure hélicoïdale permet de rallier rapidement la montée de la Boucle.

### Démographie
Le découpage du Clos Bissardon par la municipalité de Caluire-et-Cuire correspond à la zone Z403 dans le découpage de l'INSEE. En 1999, cette zone appartenant au « quartier INSEE » de Margnolles, était peuplée par 1 937 habitants.
En 2011, ce nombre passe à 2 331.

### Liste des voies de Bissardon
| Nom                      | Coordonnées                 | Notes |
| ------------------------ | --------------------------- | --- |
| Montée des Lilas         | 45° 46′ 52″ N, 4° 50′ 31″ E | Cette voie, en grande partie en escalier, relie le quartier à Saint-Clair.                                                                                        |
| Rue Royet                | 45° 46′ 56″ N, 4° 50′ 20″ E | |
| Rue de Bissardon         | 45° 46′ 52″ N, 4° 50′ 26″ E | La maison de Bissardon (maison de quartier) se trouve au 15 de la rue. Le square Niel se trouve à l'autre extrémité de la rue.                                    |
| Montée du Belvédère      | 45° 46′ 54″ N, 4° 50′ 25″ E | |
| La Mochavista            | 45° 46′ 55″ N, 4° 50′ 23″ E | Rue en escalier reliant la rue Royet à elle-même. |
| Impasse des Lilas        | 45° 46′ 56″ N, 4° 50′ 32″ E | L'impasse est reliée à la montée des lilas. |
| Rue de l'Oratoire        | 45° 47′ 04″ N, 4° 50′ 23″ E | |
| Rue de Verdun            | 45° 46′ 56″ N, 4° 50′ 27″ E | Le square Polnard se trouve au niveau du 10 de la rue. |
| Rue de l'Orangerie       | 45° 46′ 58″ N, 4° 50′ 30″ E | |
| Impasse Régaud           | 45° 46′ 59″ N, 4° 50′ 25″ E | La voie débouche sur la rue de Verdun. |
| Montée de la Boucle      | 45° 46′ 49″ N, 4° 50′ 26″ E | |
| Rue du Docteur-Henri-Dor | 45° 46′ 59″ N, 4° 50′ 07″ E | La rue relie la montée de la Boucle à la rue de Margnolles. |
| rue de Margnolles        | 45° 47′ 04″ N, 4° 50′ 09″ E | « Frontière » approximative du quartier entre la Place Joannès-Ambre et le square Elie Vignal. Sur cette section, le côté pair fait partie du quartier Bissardon. |
| Montée du Grappillon     | 45° 46′ 55″ N, 4° 50′ 25″ E | La traboule de Bissardon. Rue en escalier reliant la montée du Belvédère à la rue Royet.                                                                          |

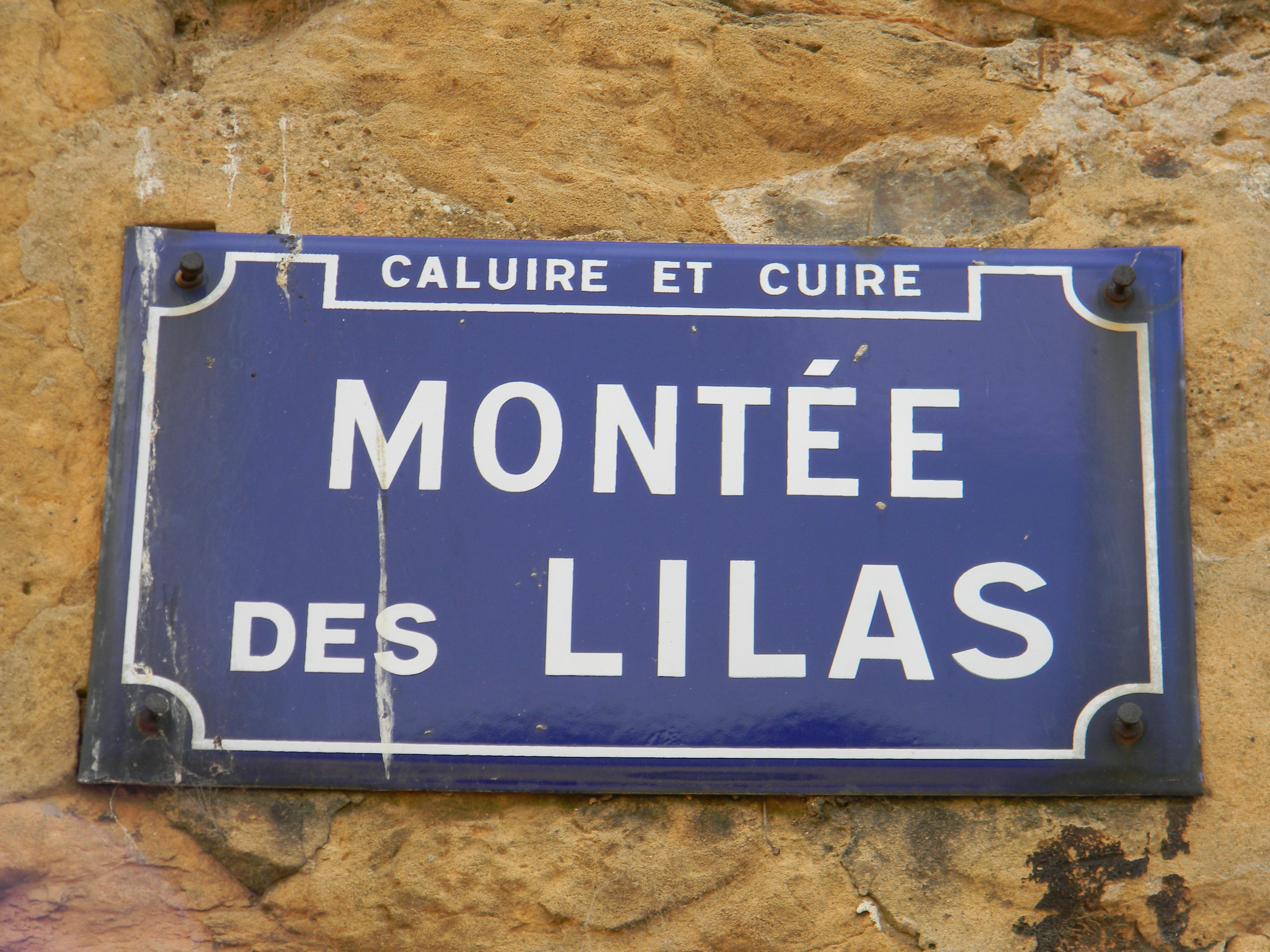
Plaque de la montée des Lilas reliant Saint-Clair à Bissardon.
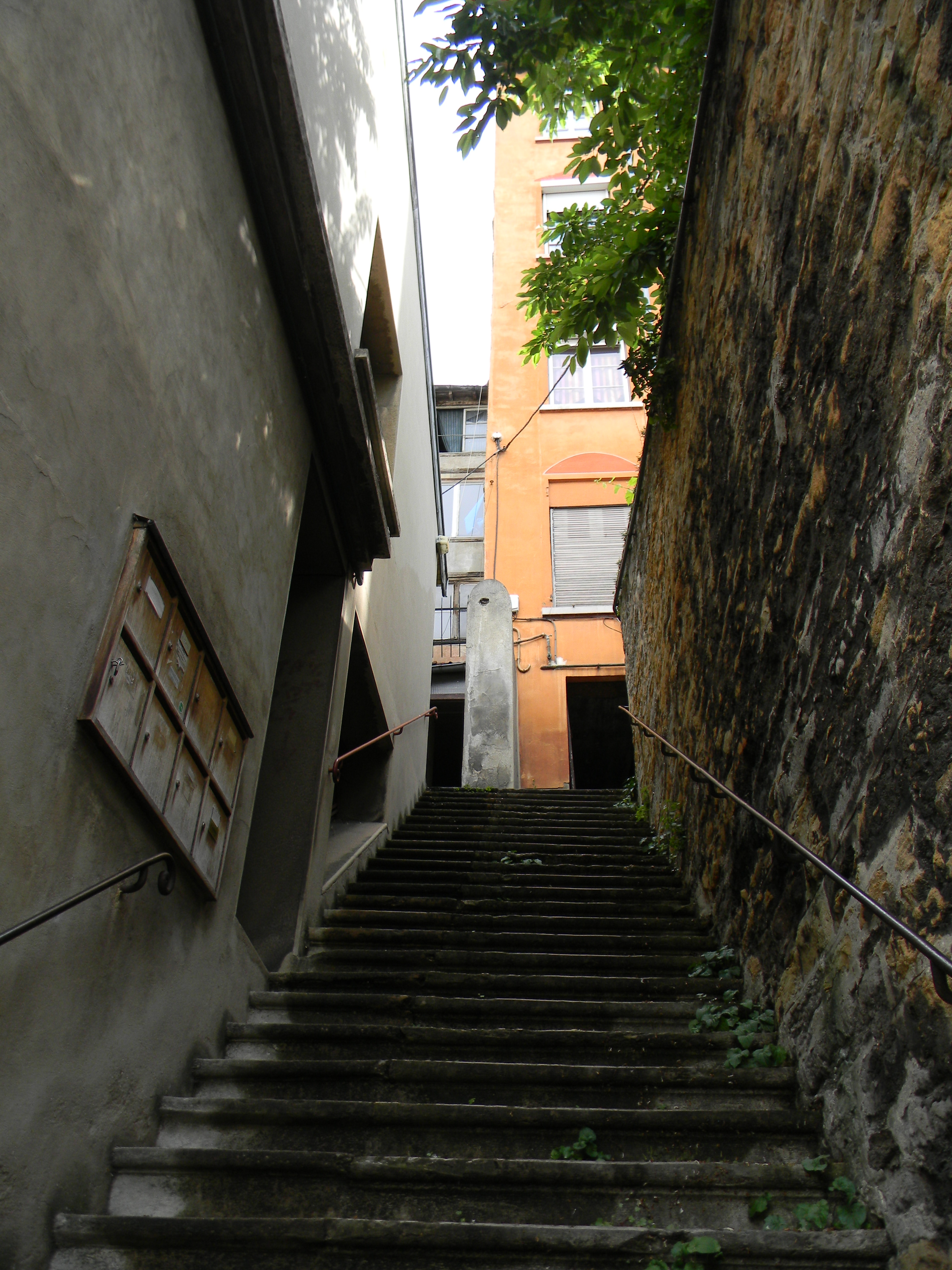
La Mochavista.
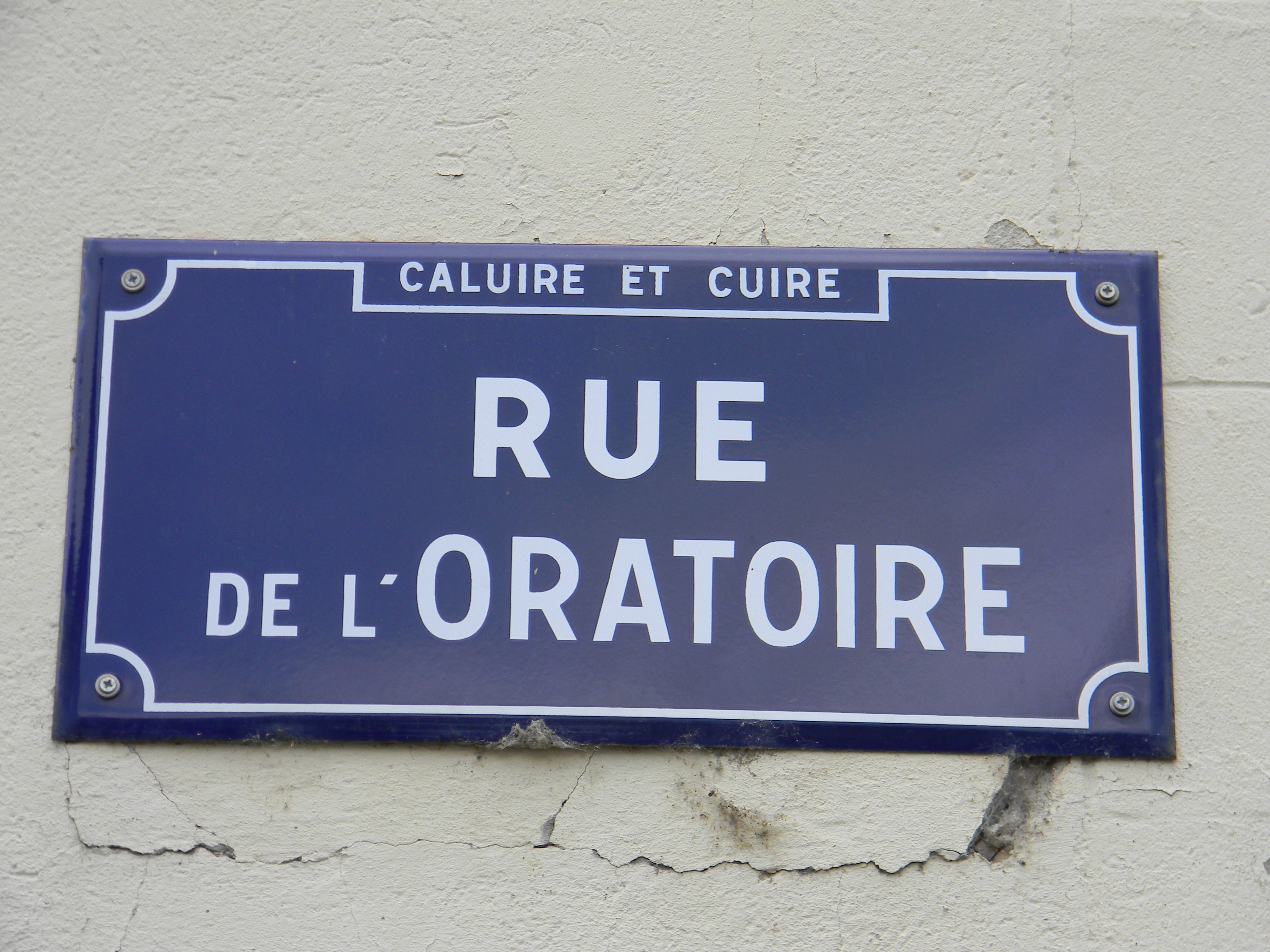
Rue de l'Oratoire.
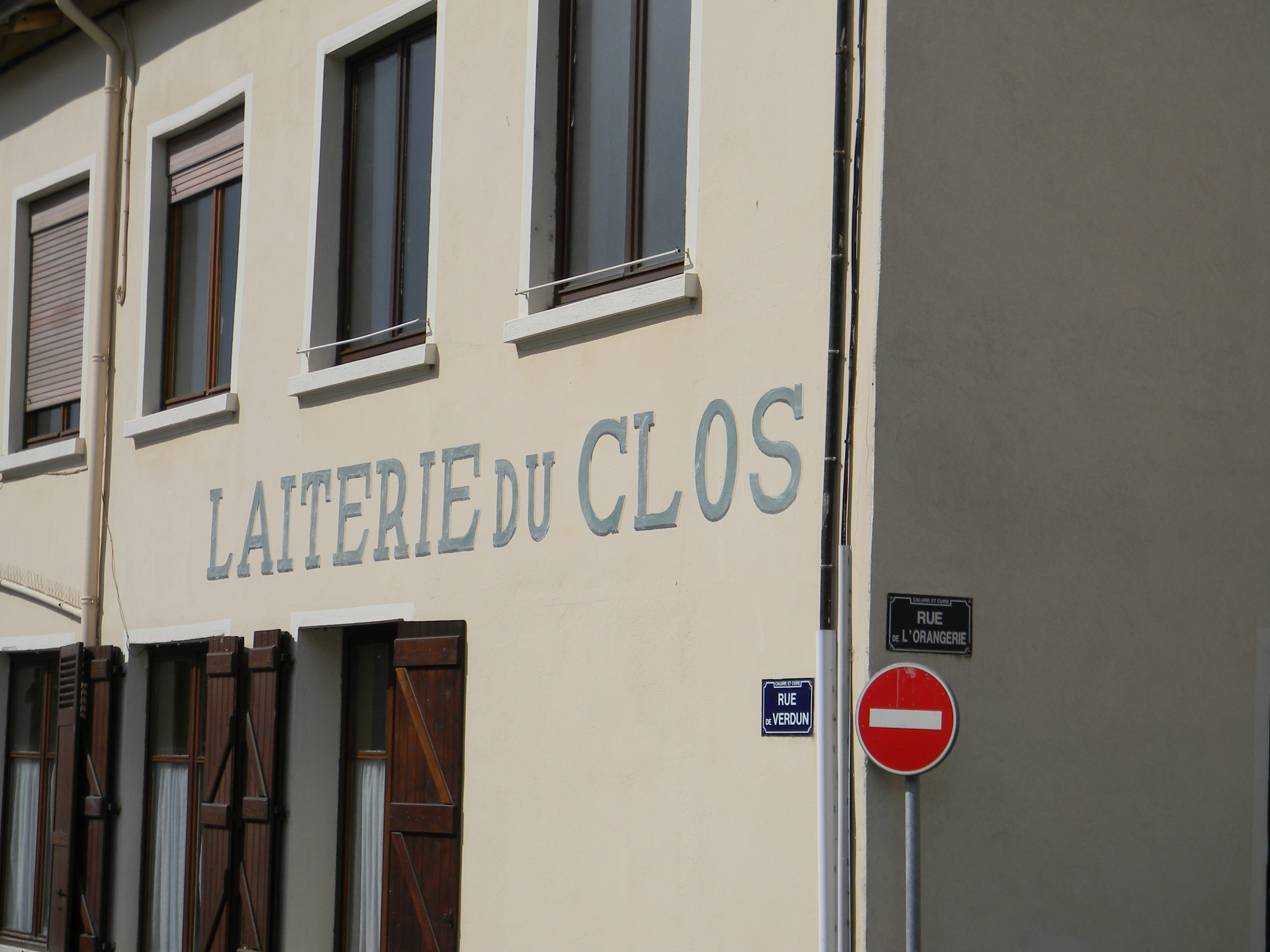
Intersection rue de Verdun et rue de l'Orangerie.

### Voies de communication et transports

#### Transports en commun
Aucune ligne de bus ne traverse le quartier, mais un certain nombre ont des arrêts en bordure de quartier, en particulier rue de Margnolles :
- : ligne de trolleybus reliant la Part-Dieu à Cuire en passant par le square Élie Vignal.
- : ligne de bus reliant le quartier de Montessuy à Grange Blanche ;
- :  ligne de bus reliant Sathonay-Camp à Cordeliers en passant à proximité du quartier de Montessuy ;
- : ligne de bus reliant la Croix-Rousse à Fontaines-sur-Saône et Sathonay-Camp.

## Société

### Comité de quartier
Il existe un comité de quartier relatif à Cuire-le-Haut et à Bissardon nommé « Comité d'intérêt local Caluire Sud/Clos Bissardon » ; il édite un petit journal : « Entre Rose et soie ».

### Enseignement
Plusieurs établissements scolaires sont localisés dans le quartier :
- le groupe scolaire Berthie-Albrecht  (enseignement public), rue de l'Oratoire ;
- l'école de l'Oratoire (enseignement privé), rue de l'Oratoire ;
- le groupe scolaire Élie-Vignal incluant un collège et un lycée est situé rue de Margnolles ;
- l'institut de l'Oratoire, rue de l'Oratoire, prépare[12] ses élèves aux carrières d'enseignants du privé ;
- un centre musical, le centre municipal Caluire-Bissardon est basé dans le quartier, rue de l'Oratoire ; outre une école de musique[13], le centre propose régulièrement des concerts de musique classique. À la même adresse, se trouve une des crèches municipales de Caluire-et-Cuire.

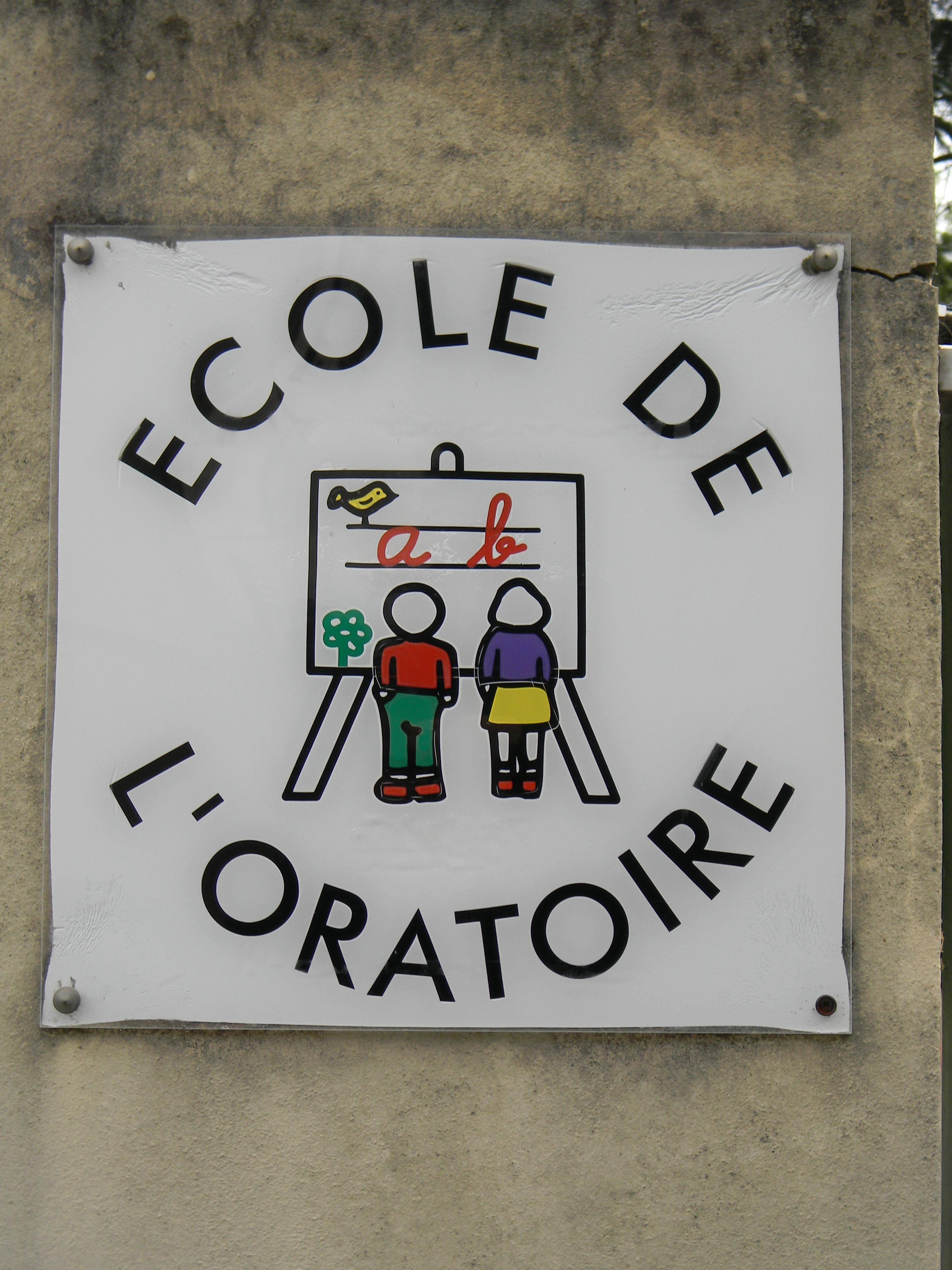
Panneau de l'école de l'Oratoire.
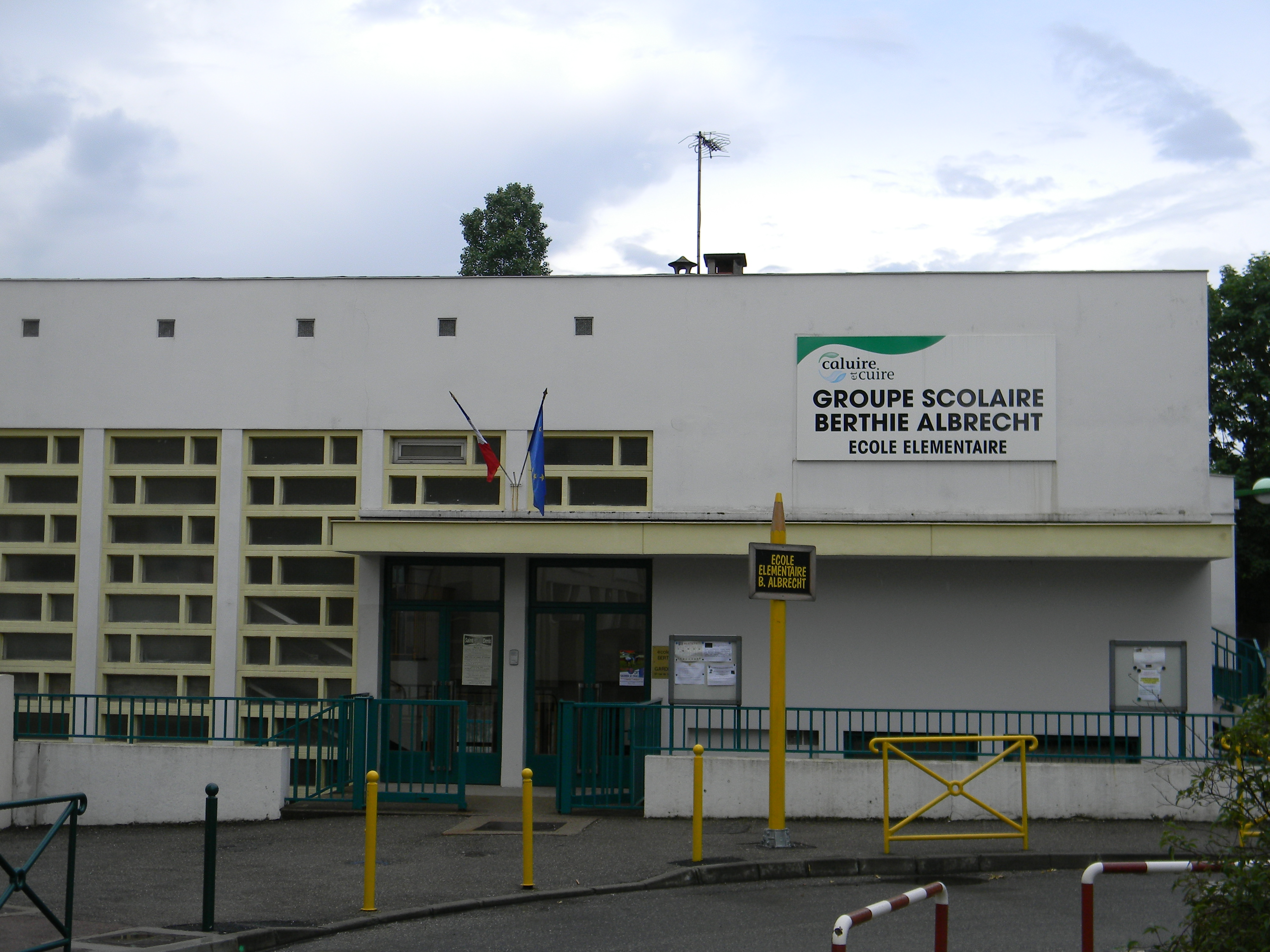
Groupe scolaire Berthie Albrecht.
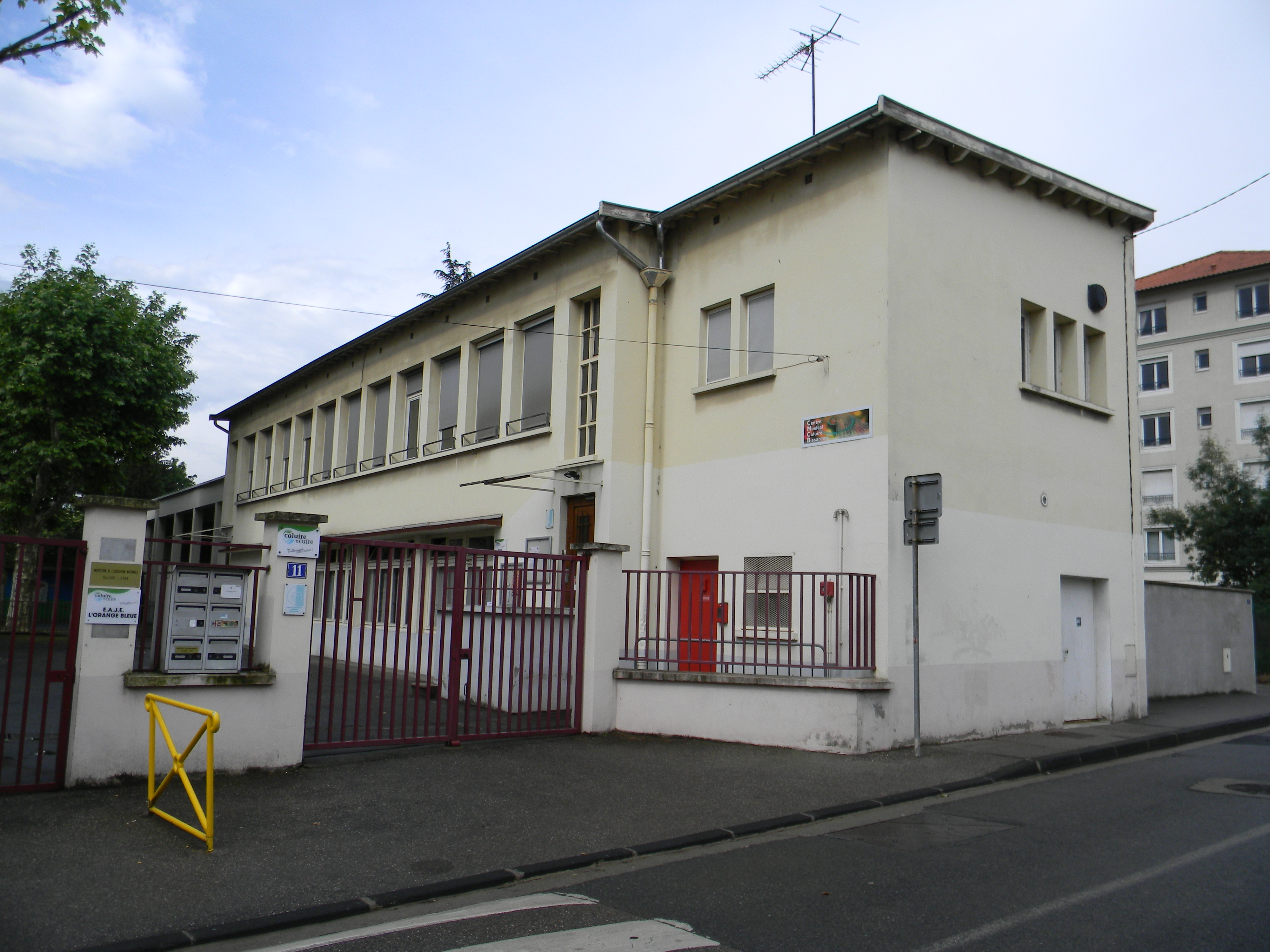
Vue du centre musical Caluire-Bissardon.
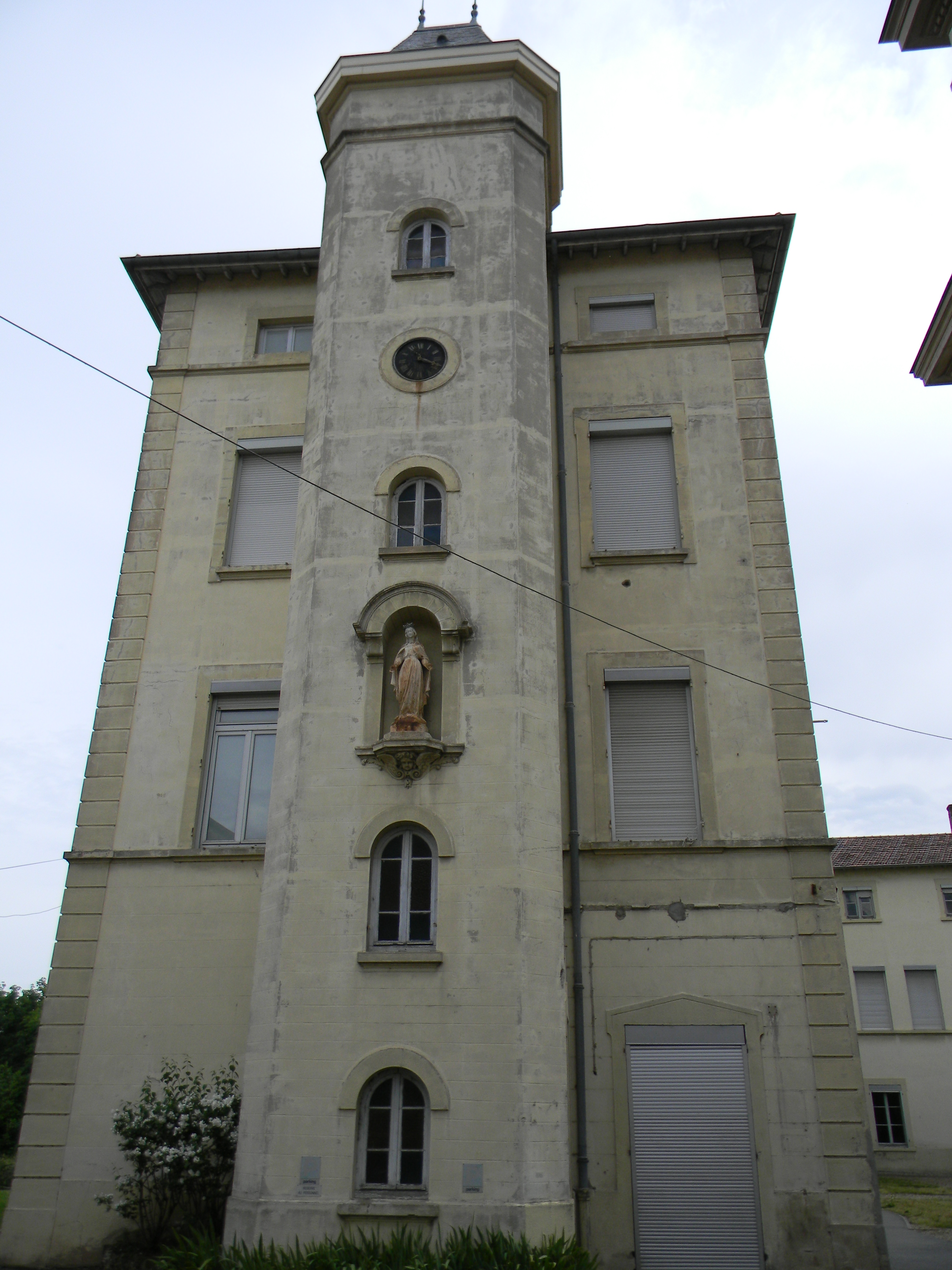
Vue de l'entrée de l'institut de l'Oratoire.

## Religion
À l'angle de la rue de Verdun et de la rue de l'Orangerie se situe un couvent des sœurs de Saint-Joseph De Lyon.

## Économie

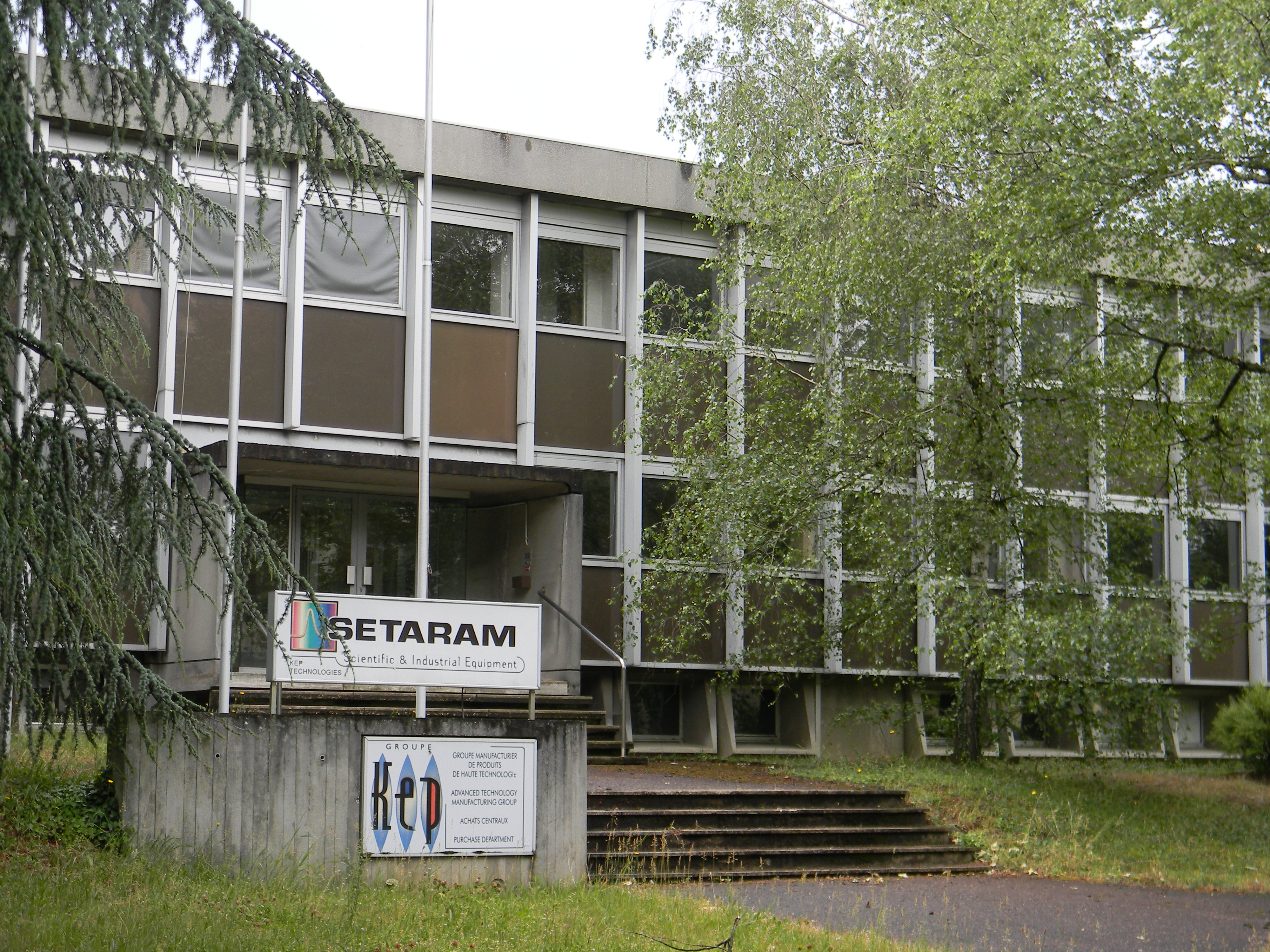
La « Setaram » à Bissardon.

L'entreprise Setaram, spécialisée dans la conception d'appareils de mesure de  calorimétrie et en analyse thermique, a son siège dans le quartier, rue de Verdun.
Au début du XXe siècle se trouvait au même endroit, une manufacture de tubes électroniques utilisés dans le domaine de la radio : la manufacture Grammont.